# Enzo Reybier
Pas d'image ? Cliquez ici

a Compétitions nationales et continentales officielles uniquement.

b Matchs officiels uniquement.
Dernière mise à jour le 30 juin 2025.
Enzo Reybier, né le 4 avril 2002 à Saint-Lupicin (Jura), est un joueur français de rugby à XV évoluant principalement au poste d'ailier.

## Biographie

### Jeunesse et formation
Enzo Reybier naît à Saint-Lupicin dans le Jura et grandit ensuite à Saint-Claude. Il pratique tout d'abord le judo, puis découvre le rugby à XV au sein du club local du FC Saint-Claude Rugby à partir de 2009. Il rejoint ensuite les catégories de jeunes du club professionnel d'Oyonnax Rugby en tutorat en moins de 13 ans, puis rejoint définitivement ce club en 2015,. Parallèlement, il passe une année scolaire à Villefranche-sur-Saône dans l'ancien Pôle espoir fédéral, puis rejoint le lycée Arbez-Carme d'Oyonnax où il réalise un BTS NDRC (Négociation et Digitalisation de la Relation Clients),. Pour la saison 2020-2021, il intègre le pôle France de rugby à XV.
Alors qu'il évolue tout d'abord au poste de centre, il est définitivement positionné comme ailier.

### Début de carrière professionnelle à Oyonnax Rugby (2020-2024)
Enzo Reybier fait ses débuts professionnels, à l'âge de dix-huit ans, lors de la saison 2020-2021 de Pro D2 à l'occasion de la troisième journée où il est remplaçant contre le club du Soyaux Angoulême XV Charente, il devient le premier joueur français né en 2002 à disputer une rencontre de Pro D2. Trois mois plus tard, il connaît sa première titularisation contre l'USA Perpignan. Il dispute trois autres rencontres cette saison-là.
En fin de saison, il est retenu pour participer au Tournoi des Six Nations des moins de 20 ans 2021 avec l'équipe de France des moins de 20 ans. Il prend part à trois rencontres et inscrit ses deux premiers essais avec cette sélection, il écope également d'un carton rouge contre l'Écosse.
En septembre 2021, il prolonge son contrat espoir de trois ans avec son club formateur. Il est de nouveau sélectionné avec les Bleuets pour disputer le Tournoi des Six Nations des moins de 20 ans 2022 en janvier. Il est titulaire lors des cinq rencontres de la compétition et est l'auteur de trois essais, de plus, il est nommé homme du match lors de la dernière rencontre victorieuse contre les Anglais. À l'issue de la compétition, il est nommé dans l'équipe-type du Tournoi,. De retour du Six Nations, il est titularisé contre l'US bressane et inscrit ses deux premiers essais en Pro D2 lors de la victoire 31 à 21 de son équipe. Il joue trois autres rencontres en cette fin de saison, dont notamment la demi-finale de Pro D2, perdue contre l'Aviron bayonnais, en tant que titulaire,.
À la suite de cette saison réussie, Fabien Galthié le sélectionne pour participer à la tournée estivale contre le Japon avec le XV de France, mais il ne dispute pas de match.
Il commence la saison 2022-2023 dans la peau d'un titulaire, il joue trois des quatre premières journées de Pro D2, mais se blesse et ne fait son retour qu'en novembre à l'occasion de la onzième journée contre le SU Agen où il inscrit un essai,. À la fin février, il a pris part à onze rencontres de championnat pour trois essais inscrits. Début mars, il est sélectionné par le XV de France pour la deuxième fois afin de préparer le match comptant pour la quatrième journée du Tournoi des Six Nations contre l'Angleterre. En avril, il est aligné à un nouveau poste, à l'arrière, face au Stade aurillacois dans un match où il inscrit un doublé mais son équipe s'incline finalement 27 à 25. Lors de la saison, il dispute dix-sept rencontres et inscrit cinq essais. Toutefois, il ne dispute pas la finale de Pro D2 mais il remporte la compétition, son club s'impose 14 à 3 en finale face au FC Grenoble et est promu en Top 14.
Durant l'intersaison, sa préparation est perturbée par des blessures. Toutefois, dès la première journée de Top 14, il est aligné en tant que titulaire contre l'ASM Clermont Auvergne, il fait alors ses débuts dans ce championnat et est l'auteur d'une bonne performance lors de la victoire 36 à 17 de son équipe à domicile. Il dispute ensuite une deuxième rencontre en qualité de titulaire contre le Stade toulousain avant la trêve imposée par la Coupe du monde 2023 se déroulant en France. Mi-octobre, deux semaines avant la reprise du Top 14, il subit une fracture du péroné pendant un entrainement et est absent pour plusieurs semaines. Quelques jours plus tard, son club annonce qu'il signe une prolongation de contrat le liant jusqu'en 2026. En décembre, malgré sa récente prolongation, il est annoncé qu'il signe un pré-contrat avec l'Union Bordeaux Bègles pour la saison prochaine. Il fait son retour sur les terrains en février 2024 face au Stade toulousain,, il inscrit notamment son premier essai en Top 14 lors de cette rencontre largement perdue 61 à 34. Par la suite, pour son dernier match à domicile lors de l'avant-dernière journée de Top 14, il inscrit un doublé lors du succès 27 à 20 de son club contre l'Aviron bayonnais. Malgré ce résultat, Oyonnax Rugby est relégué en Pro D2. Pour sa dernière saison dans l'Ain, il joue onze rencontres et marque quatre essais.

### Transfert à l'Union Bordeaux Bègles (depuis 2024)
À partir de la saison 2024-2025, Enzo Reybier rejoint donc son nouveau club de l'Union Bordeaux Bègles.
À l'intersaison 2025, il fait son retour dans son club formateur sous forme de prêt d'une année.

## Statistiques

### En club
| Saison              | Club                | Championnat | Championnat | Championnat |
| Saison              | Club                | Compétition | Matchs      | Essais      |
| ------------------- | ------------------- | ----------- | ----------- | ----------- |
| 2020-2021           | Oyonnax Rugby       | Pro D2      | 5           | 0           |
| 2021-2022           | Oyonnax Rugby       | Pro D2      | 7           | 2           |
| 2022-2023           | Oyonnax Rugby       | Pro D2      | 17          | 5           |
| 2023-2024           | Oyonnax Rugby       | Top 14      | 11          | 4           |
| Total Oyonnax Rugby | Total Oyonnax Rugby | Pro D2      | 29          | 7           |
| Total Oyonnax Rugby | Total Oyonnax Rugby | Top 14      | 11          | 4           |

### En sélection nationale
Enzo Reybier dispute huit matchs avec l'équipe de France des moins de 20 ans en deux saisons, prenant part à deux éditions du Tournoi des Six Nations en 2021 et 2022. Il inscrit vingt-cinq points, cinq essais.

## Palmarès

### En club
- Vainqueur de la Pro D2 en 2023 avec Oyonnax Rugby.

### Distinctions individuelles
- Membre de l'équipe-type du Tournoi des Six Nations des moins de 20 ans en 2022.